# Edward Stanley (évêque)
Pour les articles homonymes, voir Edward Stanley.
Edward Stanley est un prélat britannique né le 1er janvier 1779 à Londres et mort le 6 septembre 1849 au château de Brahan, en Écosse. Il est évêque de Norwich de 1837 à sa mort.

## Biographie
Edward Stanley est issu d'une branche de la famille Audley-Stanley, titrée dans le Cheshire. Il est le fils cadet du baronnet Sir John Stanley et le frère d'un autre John, le premier baron Stanley d'Alderley. Il fait ses études au St John's College de Cambridge.
Ordonné prêtre en 1802, il devient curé de Windlesham, dans le Surrey, puis occupe le poste de recteur d'Alderley (en), dans le Cheshire, de 1805 à 1837. Nommé évêque de Norwich, il s'efforce durant ses douze années d'épiscopat de remettre en ordre les affaires de son diocèse, quelque peu négligées par ses prédécesseurs.
À Alderley comme à Norwich, Edward Stanley s'intéresse beaucoup à l'état des écoles dont il a la responsabilité et introduit des matières profanes comme la géographie ou la botanique dans leurs cursus. Également homme de science, il se distingue en ornithologie (il publie une Familiar History of Birds, their Nature, Habits and Instincts, en deux volumes en 1836) et en géologie. Il est élu fellow de la Royal Society et président de la Linnean Society.
Edward Stanley meurt d'une congestion cérébrale lors d'un voyage en Écosse avec sa femme et ses filles à l'âge de soixante-dix ans. Il est le père de l'explorateur Owen Stanley et du doyen de Westminster Arthur Penrhyn Stanley.